# Høgskavlpiggen
Høgskavlpiggen (norwegisch für  Hohe Schneewechtenspitze) ist ein 2340 m hoher Berggipfel des Borg-Massivs im ostantarktischen Königin-Maud-Land. Er ragt im westlichen Teil des Bergs Høgskavlen auf.
Norwegische Kartografen, die ihn auch deskriptiv benannten, kartierten ihn anhand von Vermessungen und Luftaufnahmen der Norwegisch-Britisch-Schwedischen Antarktisexpedition (1949–1952).